# Sakartvelos tasi 2018
La Sakartvelos tasi 2018 (in georgiano საქართველოს თასი, Coppa di Georgia), nota anche come Coppa David Kipiani 2018, è stata la 29ª edizione del torneo. La competizione è iniziata il 16 aprile 2018 e si è conclusa il 26 novembre del 2018 con la vittoria finale del T'orp'edo Kutaisi. Il Chik. Sachkhere era la squadra campione in carica.

## Primo turno
| Squadra 1                | Risultato       | Squadra 2                |
| ------------------------ | --------------- | ------------------------ |
| 16 aprile 2018           |                 |                          |
| Dinamo Sukhumi           | 2 - 6           | Meshakht'e T'q'ibuli     |
| Sakartvelos Universiteti | 3 - 5           | Liakhvi Tskhinvali       |
| Tbilisi City             | 7 - 0           | Racha                    |
| Kolkhi                   | 4 - 0           | Imereti Khoni II         |
| Chkherimela Kharagauli   | 0 - 2           | Tbilisi 2016             |
| Squri                    | 4 - 5 (dts)     | Salkhino Martvili        |
| Sairme                   | 3 - 2           | Mertskhali Ozurgeti      |
| Torpedo Kutaisi II       | 0 - 2           | Iveria Khashuri          |
| Zest'aponi               | 3 - 2           | Dinamo Batumi II         |
| 17 aprile 2018           |                 |                          |
| Tbilisi                  | 3 - 3 (4-5 dtr) | Samgurali II             |
| Kojaeli                  | 2 - 0           | Tskhumi Sukhumi          |
| Gareji Sagarejo          | 1 - 0           | Chiatura                 |
| 35-e Skola               | 1 - 4           | FC Tori Borjomi          |
| Sarti                    | 0 - 1           | Gardabani                |
| Real Varketili           | 0 - 1 (dts)     | Gori                     |
| Zugdidi                  | 0 - 2           | Telavi                   |
| Zana Abasha              | 1 - 5           | Mark Stars               |
| Guria Lanchkhuti         | 2 - 1           | Shevardeni-1906          |
| Meta                     | 1 - 0           | FC Voyage Tbilisi        |
| 18 aprile 2018           |                 |                          |
| Rustavi II               | 1 - 3           | Sulori Vani              |
| Meskheti                 | 0 - 1           | Khikhani                 |
| Egrisi Senaki            | 3 - 0           | Spaeri                   |
| Lazika Zugdidi           | 1 - 0           | Iberia Tbilisi           |
| Betlemi                  | 3 - 1           | Mach'akhela Khelvachauri |
| Borjomi                  | 1 - 2           | K'olkheti Khobi          |
| Hereti Tchabukiani       | 0 - 2           | Imereti Khoni            |
| Aragvi Dusheti           | 3 - 4           | Algeti                   |
| Bakhmaro                 | 0 - 1 (dts)     | Saburtalo Tbilisi II     |
| Margveti 2006            | 1 - 0           | Tskhinvali               |
| Liakhvi Achabeti         | 2 - 3 (dts)     | Samegrelo                |

## Secondo turno
| Squadra 1         | Risultato       | Squadra 2            |
| ----------------- | --------------- | -------------------- |
| 8 maggio 2018     |                 |                      |
| Tbilisi City      | 5 - 3 (dts)     | Samgurali II         |
| Salkhino Martvili | 2 - 5           | Liakhvi Tskhinvali   |
| Iveria Khashuri   | 1 - 2           | Gori                 |
| K'olkheti Khobi   | 1 - 2           | Norchi Dinamoeli     |
| Sulori Vani       | 3 - 4 (dts)     | Telavi               |
| Khikhani          | 2 - 4           | Meshakht'e T'q'ibuli |
| Egrisi Senaki     | 0 - 1           | Mark Stars           |
| Zest'aponi        | 1 - 3 (dts)     | Gardabani            |
| 9 maggio 2018     |                 |                      |
| Kojaeli           | 3 - 1           | Sairme               |
| FC Tori Borjomi   | 0 - 0 (2-4 dtr) | Meta                 |
| WIT Georgia II    | 3 - 1           | Betlemi              |
| Margveti 2006     | 3 - 0           | Kolkhi               |
| Tbilisi 2016      | 5 - 3           | Samegrelo            |
| Guria Lanchkhuti  | 1 - 0           | Saburtalo Tbilisi II |
| Gareji Sagarejo   | 1 - 2           | Algeti               |
| Lazika Zugdidi    | 0 - 2 (dts)     | Imereti Khoni        |

## Sedicesimi di finale
| Squadra 1              | Risultato       | Squadra 2           |
| ---------------------- | --------------- | ------------------- |
| 12 giugno 2018         |                 |                     |
| Guria Lanchkhuti       | 1 - 0           | K'olkheti-1913 Poti |
| Kojaeli                | 0 - 8           | Dila Gori           |
| Mark Stars             | 2 - 4           | Merani Mart'vili    |
| Meshakht'e T'q'ibuli   | 2 - 3           | Samt'redia          |
| Meta                   | 0 - 0 (3-2 dtr) | Tbilisi City        |
| Samgurali Ts'q'alt'ubo | 2 - 2 (5-6 dtr) | Rustavi             |
| 13 giugno 2018         |                 |                     |
| Gagra                  | 2 - 1 (dts)     | Sioni Bolnisi       |
| WIT Georgia II         | 0 - 0 (4-2 dtr) | Saburtalo Tbilisi   |
| Gori                   | 0 - 2           | T'orp'edo Kutaisi   |
| Lok’omot’ivi Tbilisi   | 4 - 4 (3-5 dtr) | Dinamo Tbilisi      |
| Tbilisi 2016           | 0 - 6           | Chik. Sachkhere     |
| 14 giugno 2018         |                 |                     |
| Gardabani              | 3 - 1           | Imereti Khoni       |
| WIT Georgia            | 1 - 0           | Dinamo Batumi       |
| Liakhvi Tskhinvali     | 5 - 2           | Algeti              |
| Margveti 2006          | 0 - 4           | Telavi              |
| Shukura Kobuleti       | 4 - 0           | Norchi Dinamoeli    |

## Ottavi di finale
| Squadra 1          | Risultato       | Squadra 2        |
| ------------------ | --------------- | ---------------- |
| 19 settembre 2018  |                 |                  |
| WIT Georgia        | 1 - 1 (3-0 dtr) | Chik. Sachkhere  |
| Guria Lanchkhuti   | 3 - 1           | Samt'redia       |
| Merani Mart'vili   | 1 - 2           | Dinamo Tbilisi   |
| Telavi             | 1 - 0           | Dila Gori        |
| T'orp'edo Kutaisi  | 2 - 0 (dts)     | Rustavi          |
| 20 settembre 2018  |                 |                  |
| Gardabani          | 0 - 3           | Shukura Kobuleti |
| WIT Georgia II     | 1 - 2           | Gagra            |
| Liakhvi Tskhinvali | 2 - 5           | Meta             |

## Quarti di finale
| Squadra 1        | Risultato | Squadra 2         |
| ---------------- | --------- | ----------------- |
| 3 ottobre 2018   |           |                   |
| WIT Georgia      | 0 - 3     | Telavi            |
| Guria Lanchkhuti | 0 - 5     | Dinamo Tbilisi    |
| Meta             | 0 - 1     | Gagra             |
| 24 ottobre 2018  |           |                   |
| Shukura Kobuleti | 1 - 3     | T'orp'edo Kutaisi |

## Semifinali
| Squadra 1       | Risultato   | Squadra 2         |
| --------------- | ----------- | ----------------- |
| 7 novembre 2018 |             |                   |
| Gagra           | 1 - 0 (dts) | Dinamo Tbilisi    |
| Telavi          | 0 - 1       | T'orp'edo Kutaisi |

## Finale
| Batumi 25 novembre 2018, ore 17:00 UTC+4 | Gagra                | 2 – 2 (d.t.s.)                           | T'orp'edo Kutaisi | Stadio Angisi |
| \| \| \| \| \| Spanderashvili 37’ Kabelashvili 49’ \| Marcatori \| 74’, 90+1’ (rig.) Lačný \| \| Kakiashvili Kasrelishvili Gaprindashvili Sultanishvili \| Tiri di rigore 2 – 4 \| Kobakhidze Ts'ikaridze Gegetchkori Lačný \| |                      |                                          |                   |               |
| |                      |                                          |                   |               |
| Spanderashvili 37’ Kabelashvili 49’ | Marcatori            | 74’, 90+1’ (rig.) Lačný                  |                   |               |
| Kakiashvili Kasrelishvili Gaprindashvili Sultanishvili | Tiri di rigore 2 – 4 | Kobakhidze Ts'ikaridze Gegetchkori Lačný |                   |               |